# Anton Meden
Anton Meden, slovenski kemik, * 4. september 1963, Ljubljana, Slovenija.

## Življenje in delo

### Otroštvo in izobrazba
Anton Meden je med leti 1970 in 1978 obiskoval Osnovno šolo Cerknica. Šolanje je nadaljeval na Gimnaziji Postojna. Po odsluženem enoletnem vojaškem roku v Valjevu v Srbiji se je jeseni 1983 vpisal na Fakulteto za naravoslovje in tehniko v Ljubljani, kjer je leta 1987 diplomiral iz kemije. Študij je nadaljeval na magistrski in doktorski ravni in tako z disertacijo iz Raziskave faz in ravnotežij litij-bor leta 1994 pridobil naziv doktorja znanosti. Po zaključenem doktoratu je leto preživel v Švici, kjer se je na Švicarski državni tehniški visoki šoli v Zürichu dodatno izpopolnjeval.

### Znanstvena kariera
Od leta 2005 naprej je na Fakulteti za kemijo in kemijsko tehnologijo (FKKT) zaposlen kot redni profesor. Med leti 2005 in 2009  je bil predstojnik katedre za anorgansko kemijo na FKKT,  zasedal pa je tudi mesto prodekana. V naslednjem mandatu (2009–2013) pa je postal njen dekan. Bil je vodja komisije študentske Prešernove nagrade in vodja Infrastrukturnega centra FKKT. Od leta 2013 naprej pa je predsednik kristalografske sekcije Slovenskega kemijskega društva, član katerega je od leta 1994. Med leti 1998 in 2012 je bil tudi ustanovni član EPDIC Comitee (Evropska komisija za praškovno difrakcijo), od istega leta pa tudi povabljen član International Centre of Powder Diffraction Data (Mednarodni center za rentgenske praškovne podatke, ICDD).
V letih dela in raziskovanja sinteze in strukturne analize različnih monokristalnih in polikristaliničnih materialov in povezave med strukturo in lastnostmi je ustvaril dolg seznam bibliografije v slovenskem in tujem jeziku. Predaval je na ETH v Zürichu in na Univerzi v Regensburgu v Nemčiji, ter bil vabljen na 4 konference v Sloveniji in v tujini.  

## Kristalografija materialov
Anton Meden je večinoma raziskoval na področju analize različnih monokristalnih in polikristaliničnih materialov. Osnovno razporeditev atomov v monokristalnih materialih lahko običajno prepoznamo že iz oblike kristala, medtem ko je razporeditev atomov v polikristaliničnih materialih bolj kompleksna. Določamo jo z rentgensko praškovno difrakcijo. Metoda, ki temelji na koherentnem sipanju elektromagnetnega valovanja na elektronih v atomih, je izjemno uporabna metoda za raziskovanje zahtevnejših struktur kristaliničnih snovi. Struktura kristalov pa je ključna pri ugotavljanju lastnosti materialov.

## Projekti

### Mednarodni projekti
- 1996-1997, CEEC/NIS 7SWPJ048562 (Švicarska znanstvena fondacija): “Synthesis and Structural Characterization of Large-Pore Phosphate-based Molecular Sieves”, vodja slovenskega dela raziskovalne skupine.
- 2014-2017, IZ73Z0_152397/1 ((Švicarska nacionalna znanstvena fundacija): “Metal-Hydride Organic Frameworks (HOF) new solids for gas adsorption and separation”, vodja slovenskega dela raziskovalne skupine.

### Domači projekti in programi
- 1995-1996, Z1-7117-0103-95: »Raziskave nizkotemperaturnih litij-borovih faz”, vodilni raziskovalec.
- 1997-1999, J1-8912: “Razvoj in uporaba metod rentgenske praškovne analize”, vodilni raziskovalec.
- 1998-2001, J1-0442: »Kovinski karboksilati: sinteza in karakterizacija«, raziskovalec.
- 1999-, P1-0175: “Sinteza, struktura, lastnosti snovi in materialov” do 2013 član, od 2014 vodja programske skupine.
- 2009-2013, “NMR Center odličnosti za raziskave v biotehnologiji, farmaciji in fiziki (CO EN-FIST)“, ustanovni član.
- 2014-2017, J2-6753: “Načrtovanje strukturnih in mikrostrukturnih značilnosti v naprednih dielektrikih in feroelektrikih s perovskitno in perovskitom-podobno kristalno strukturo“, raziskovalec.